# オーミケンシ
オーミケンシ株式会社（英称：Omikenshi Co., Ltd.）は、大阪府大阪市中央区南本町四丁目に本社を置くレーヨン綿・糸などの加工販売をおこなう企業である。

## 概要
1917年（大正6年）に滋賀県彦根市で近江絹綿株式会社として夏川熊次郎により創業される。当時は絹紡糸の半製品（ペニー）生産を中心としていた。
かつては日本の株式市場の株価指数を表す日経平均株価に採用されていたが、1987年に日本電信電話が上場したことにより除外された。
同社の傘下企業として、アパレル部門を分離独立させたミカレディが存在したことでも知られる。
兵庫県加古川市に工場がある他、ブラジルに綿糸を製造する子会社を有する。
現在、繊維事業の売上が業績の77%を占める（2021年3月期：連結）。海外比率は2007年3月期で11.9%、その大半が中南米（ブラジル・アルゼンチン）向けである。

## 沿革
- 1917年（大正6年）- 滋賀県彦根市に近江絹綿株式会社設立。資本金50万円[2]。
- 1919年（大正8年）- 近江絹絲紡績株式会社に商号を変更する。
- 1949年（昭和24年）- 東京証券取引所2部・大阪証券取引所2部（2013年に東証へ統合）・名古屋証券取引所・京都証券取引所（京証はのちに大証へ統合）・福岡証券取引所に株式を上場。
- 1950年（昭和25年） 本社を大阪府大阪市に移転する。
- 1954年（昭和29年）- 長浜工場で「人権争議」（近江絹糸争議）が発生、106日間に及ぶストライキの末、組合側の全面勝利。
- 1961年（昭和36年）- 任天堂と共同出資し三近食品を設立。
- 1965年（昭和40年）- 任天堂が三近食品から撤退。
- 1968年（昭和43年）- オーミケンシ株式会社に商号を変更する。
- 1969年（昭和44年）- ミカレディ部門が独立して、ミカレディ株式会社が設立される。
- 2000年（平成12年）- 綿紡績・不織布・レーヨン製造事業をオーミケンシコットン・テクノ株式会社、オーミケンシレーヨン株式会社に移管。
- 2006年（平成18年）- 上海（中国）に「近絹（上海）商貿有限公司」を設立。
- 2010年（平成22年）- オーミ・リアルエステート、ミカレディ、オーミケンシレーヨンを吸収合併。
- 2018年（平成30年）- 本社を大阪市中央区瓦町二丁目から大阪市中央区南本町四丁目に移転する。
- 2020年（令和2年）5月13日 -「事業再構築案に関するお知らせ」と題したリリースを発出。この中で不採算である繊維事業（レーヨンわた・糸の生産および関連事業、テキスタイル事業）から撤退[3][4]することを発表。あわせて、全従業員約310人を対象に退職勧奨を実施すると発表[5]。